# Val Piriou
Pour les articles homonymes, voir Piriou.
 (décembre 2012).
Val Piriou (30 août 1963, Rennes - 13 mars 1995, Quimper) est une styliste française qui réalise durant sa carrière des créations d'inspiration bretonne. Elle est connue[réf. nécessaire] pour ses créations qui mêlent modernité et tradition bretonne.

## Biographie
Après une formation à l'école des Beaux-Arts de Quimper, et de Rennes, elle s'installe à Londres pour poursuivre sa carrière.
En 1986, Valérie Piriou crée sa marque "Val Piriou", qui commercialise notamment de la lingerie et des maillots de bain. 

## Exposition
De nombreux musées à travers le monde exposent ses créations : Quimper, Marseille, Musée de la mode à Paris, Victoria and Albert Museum à Londres.[réf. nécessaire]
En 1996, plusieurs de ses créations d'inspiration bretonne, ainsi qu'un fonds documentaire sont offerts par sa famille au Musée départemental breton de Quimper.
Au Musée de Bretagne à Rennes, une exposition, au sein de l'exposition permanente, lui est consacrée du 15 juin au 28 novembre 2010.